# Stipa arenicola
Stipa arenicola är en gräsart som beskrevs av Fidel Antonio Roig. Stipa arenicola ingår i släktet fjädergrässläktet, och familjen gräs. Inga underarter finns listade i Catalogue of Life.